# Mauritz Hain
Mauritz Folke Erskine Hain, född 13 oktober 1921 i Malmö, död 9 juli 2012 i Skanör, var en svensk ingenjör och företagsledare; son till Richard Hain.
Efter studentexamen 1941 utexaminerades Hain från Chalmers Tekniska högskola i Göteborg 1951. Han anställdes vid G & L Beijer AB i Malmö 1953 och var verkställande direktör och styrelseledamot vid AB Lunds mekaniska verkstad från 1955. 
Hain har varit styrelseledamot i bland annat G & L Beijer AB och AB Sydferniss i Helsingborg.